# Ken Takakura
Ken Takakura (jap. 高倉 健 Takakura Ken; ur. 16 lutego 1931 w Nakamie, zm. 10 listopada 2014 w Tokio) – japoński aktor.

## Życiorys
Urodził się 16 lutego 1931 w Nakamie jako Gōichi Oda (jap. 小田 剛一 Oda Gōichi). Absolwent Uniwersytetu Meiji. Po ukończeniu studiów w 1955 planował złożyć podanie o pracę na menedżerskim stanowisku w wytwórni filmowej Toei Company. Wcześniej jednak spontanicznie wziął udział w zakończonym powodzeniem castingu do filmu. Jako aktor zadebiutował w 1956 w filmie Denkō karate uchi. Przełomową dla swojej kariery rolę zagrał w produkcji Abashiri Bangaichi (1965). Gdy w 1976 kończył współpracę z Toei, miał na koncie ponad 180 filmów. Międzynarodowe uznanie zyskał dzięki Spóźnionemu bohaterowi (1970) w reżyserii Roberta Aldricha, Yakuzie (1974) Sydneya Pollacka i Czarnemu deszczowi (1989) Ridleya Scotta.
W 1959 poślubił piosenkarkę i aktorkę Chiemi Eri (para rozwiodła się w 1971). Zmarł na chłoniaka 10 listopada 2014 w wieku 83 lat.